# Chris Boos

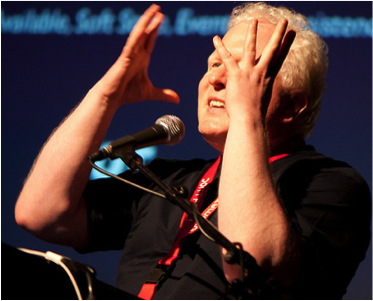
Boos im Dezember 2023

Hans-Christian Boos (* 2. Oktober 1972 in Konstanz), bekannt als Chris Boos, ist ein IT-Unternehmer, Investor und ehemaliges Mitglied im Digitalrat der Bundesregierung (2018–2021).

## Leben
Nach dem Abitur studierte Boos Informatik in Zürich und Darmstadt, besuchte aber auch Vorlesungen aus dem Bereich der englischen Literatur. Im Jahr 1994 brach er sein Studium ab und begann als Mitarbeiter in der Risikomodellierung und Kapitalmarktanalyse im Dresdner-Bank-Konzern.
1995 gründete er mit seinem Onkel, einem pensionierten Bankier, das IT-Unternehmen arago GmbH.
Aufgrund einer Augenkrankheit ist Boos stark sehbehindert. Um trotzdem lesen zu können, trägt er stets eine Lupe bei sich.

## Unternehmen
Die arago GmbH spezialisierte sich zunächst auf Management und IT-Beratung, nennt als Unternehmensziel aber die Erforschung und Kommerzialisierung allgemeiner künstlicher Intelligenz (KI). Seit 2014 war der Finanzinvestor KKR mit 50 Millionen Euro am Unternehmen beteiligt, gab die Anteile aber im Jahr 2020 wieder an Boos zurück. Das Unternehmen beschäftigte 2018 angeblich 200 Mitarbeiter, andere Angaben von 2020 hingegen sprechen von lediglich 94.
Hauptprodukt war ein KI-basiertes Assistenzsystem namens HIRO, das Regelaufgaben in Unternehmen automatisiert bearbeitet. Als Demonstration trainierte die Firma 2016 ihr System mit Erfolg darauf, menschliche Spieler im Simulationsspiel Freeciv zu schlagen.
Im April 2020 bestätigte das Bundesamt für Justiz der Zeitschrift Stern, dass man wegen nicht veröffentlichter Geschäftszahlen „von Amts wegen“ förmliche Ordnungsgeldverfahren gegen arago eingeleitet habe.
Boos ist Vorstandsmitglied und Investor in verschiedenen Unternehmen und Start-ups. Im Jahr 2019 war er Teilnehmer an der Bilderberg-Konferenz und Vorsitzender der Jury des Deutschen KI-Preises des Wirtschaftsmagazins Bilanz der Axel Springer SE.
2020 arbeitete Boos als Mitinitiator des Projekts an PEPP-PT („Pan-European Privacy-Preserving Proximity Tracing“), das einen Standard für eine mögliche COVID-19-App entwickeln sollte, mit der Bürger feststellen können, ob sie mit einem COVID-19-Infizierten in Kontakt gekommen sind. Er war ein Verfechter der zentralisierten Lösung, die aber schließlich verworfen wurde.
Am 9. Januar 2023 wurde vom Amtsgericht Frankfurt vorläufige Verwaltung des Vermögens der Schuldnerin arago GmbH angeordnet. Am 28. Februar 2023 wurde das formale Insolvenzverfahren eröffnet.
Im Juli 2023 erwarb die Almato AI GmbH, eine Tochtergesellschaft der Almato AG mit Sitz in Stuttgart, die Rechte an der Software HIRO der insolventen arago GmbH. Sie  stellte zudem das verbliebene Entwicklerteam unter der Leitung von Chris Boos als Geschäftsführer ein.